# Psychoda capitipenis
Psychoda capitipenis är en tvåvingeart som beskrevs av Ibanez-bernal 1991. Psychoda capitipenis ingår i släktet Psychoda och familjen fjärilsmyggor. Inga underarter finns listade i Catalogue of Life.